# Cory Cross
Cory Cross (* 3. Januar 1971 in Lloydminster, Alberta) ist ein ehemaliger kanadischer Eishockeyspieler und -trainer, der im Verlauf seiner aktiven Karriere zwischen 1990 und 2007 unter anderem 706 Spiele für die Tampa Bay Lightning, Toronto Maple Leafs, New York Rangers, Edmonton Oilers, Pittsburgh Penguins und Detroit Red Wings in der National Hockey League auf der Position des Verteidigers bestritten hat. Seine größten Karriereerfolg feierte Cross, der im NHL Supplemental Draft 1992 an der ersten Position ausgewählt wurde, im Trikot der kanadischen Nationalmannschaft mit dem Gewinn der Goldmedaille bei den Weltmeisterschaften 1997 und 2003.

## Karriere
Cory Cross begann seine Karriere 1990, als er für das Eishockeyteam der University of Alberta, den Alberta Golden Bears, spielte. Nachdem er mit den Golden Bears 1992 die kanadische College-Meisterschaft gewonnen hatte, wurde er von den Tampa Bay Lightning an erster Stelle des NHL Supplemental Draft 1992 ausgewählt. Er spielte noch ein weiteres Jahr für die Universität und konnte sich im Vergleich zu den beiden Vorjahren nochmal steigern, als er trotz seiner defensiven Rolle mit elf Toren und 28 Vorlagen in 44 Spielen auch offensiv Akzente setzte.
Nach dem Ende der College-Saison 1992/93 kam Cross noch in sieben Spielen des Grunddurchgangs sowie in vier Playoff-Spielen in der IHL für die Atlanta Knights, ein Farmteam der Tampa Bay Lightning, zum Einsatz. In der Saison 1993/94 gab er sein Debüt in der NHL für die Lightning, verbrachte aber den Großteil der Spielzeit in der IHL bei Atlanta. Als der Start der NHL-Saison 1994/95 wegen eines Lockout verschoben wurde, spielte Cross weiterhin in der IHL, gehörte aber schließlich beim Saisonstart im Januar 1995 zum NHL-Kader der Tampa Bay Lightning. Cross etablierte sich in den folgenden Jahren in der Mannschaft als hauptsächlich defensiv orientierter Verteidiger, bevorzugte das harte Spiel und ließ auch mal die Handschuhe für einen Faustkampf fallen. Mit Ausnahme der Playoff-Teilnahme 1996 verlief die Zeit in Tampa Bay jedoch wenig erfolgreich, was sich auch in seinen Statistiken niederschlug, als er in den Saisons 1997/98 und 1998/99 bei den Plus/Minus-Werten bei -24 bzw. -25 lag.
Im Oktober 1999 wurde Cross von den Lightning zu den Toronto Maple Leafs transferiert, wo er mit der Mannschaft auch erfolgreicher spielte und in den drei Jahren seiner Mannschaftszugehörigkeit jedes Mal die zweite Runde der Playoffs erreichte. Einen Höhepunkt erlebte er in den Playoffs 2001, als er im dritten Spiel der ersten Runde gegen die Ottawa Senators in der Verlängerung den Siegtreffer erzielte.
Nach drei Jahren in Toronto wurde sein Vertrag im Sommer 2002 nicht verlängert und ihm gelang es vorerst nicht bei einem anderen NHL-Team einen Vertrag zu erhalten. Erst Mitte Dezember verpflichteten ihn schließlich die New York Rangers, die ihn aber bereits drei Monate später, im März 2003, in einem Transfergeschäft an die Edmonton Oilers abgaben. Mit den Oilers hatte er 2003/04 die beste NHL-Saison seiner Karriere, als er mit sieben Toren und 14 Assists auf insgesamt 21 Punkte kam.
Ende Januar 2006 transferierten ihn die Oilers zu den Pittsburgh Penguins, wo er aber nur zu sechs Einsätzen kam und schon im März an die Detroit Red Wings abgegeben wurde. Dort spielte er noch den Rest der regulären Saison, kam in den Playoffs aber nicht mehr zum Einsatz und sein auslaufender Vertrag wurde auch nicht verlängert. Nachdem ihn kein NHL-Team verpflichtet hatte, wechselte er schließlich im Sommer 2006 zu den Hamburg Freezers in die Deutsche Eishockey Liga, wo er eine Saison spielte.
Im Oktober 2009 wurde er Assistenztrainer der Calgary Dinos, der Eishockeymannschaft der University of Calgary, die in der Canadian Interuniversity Sport spielen. Nach vier Spielzeiten in Calgary wechselte Cross zum British-Columbia-Hockey-League-Team West Kelowna Warriors und agierte dort vom Sommer 2013 vier Jahre lang bis zum Sommer 2017 als Assistenztrainer.

### International
Cory Cross konnte ausschließlich bei internationalen Turnieren mit der kanadischen Nationalmannschaft große Erfolge feiern. 1997, als er das erste Mal im Kader stand, gewann er mit dem Team Kanada den Weltmeistertitel. Nach einer erfolglosen Teilnahme 1998, konnte er bei seiner dritten Einberufung im Jahr 2003 erneut eine Goldmedaille mit nach Hause nehmen.

## Erfolge und Auszeichnungen
- 1994 Turner-Cup-Gewinn mit den Atlanta Knights
- 1997 Goldmedaille bei der Weltmeisterschaft
- 2003 Goldmedaille bei der Weltmeisterschaft

## Karrierestatistik

### International
Vertrat Kanada bei:
- Weltmeisterschaft 1997
- Weltmeisterschaft 1998
- Weltmeisterschaft 2003

(Legende zur Spielerstatistik: Sp oder GP = absolvierte Spiele; T oder G = erzielte Tore; V oder A = erzielte Assists; Pkt oder Pts = erzielte Scorerpunkte; SM oder PIM = erhaltene Strafminuten; +/− = Plus/Minus-Bilanz; PP = erzielte Überzahltore; SH = erzielte Unterzahltore; GW = erzielte Siegtore; 1 Play-downs/Relegation; Kursiv: Statistik nicht vollständig)